# 瀬谷英行
瀬谷 英行（せや ひでゆき、1919年2月28日 - 2008年12月16日）は、日本の政治家。元日本社会党参議院議員。元参議院副議長。正三位勲一等旭日大綬章。

## 来歴・人物
東京府に生まれ、1931年、中央大学法学部卒業後、鉄道省に就職。戦後国鉄労働組合（国労）の結成に参加し反共連盟→民主化同盟で活動、埼玉県国営企業体等労働組合協議会議長を歴任した。
大沢雄一の辞職（第29回衆議院議員総選挙出馬）に伴う1960年11月の参議院議員補欠選挙（第29回衆議院議員総選挙と同日）に埼玉県地方区（1983年の参院選より埼玉県選挙区）から社会党公認で出馬し落選するも、1962年7月参院選に同区より再び社会党公認で出馬し当選、以後連続6期務める。党埼玉県連会長・党参議院国会対策委員長を経て1983年7月参院選後に石橋政嗣新委員長が就任すると、党参議院議員会長に就任。1986年7月の衆参同日選後に参院副議長に就任し、1989年まで務めた。
1992年の参院選で引退を表明するも後継候補が出馬を辞退、結局出馬して1998年まで参院議員を務めた。1996年の社会民主党結成に参加。同年10月の総選挙を前に所属議員の多くが民主党に移籍する中、社民党に残留した数少ない議員の一人となった。
1998年、勲一等旭日大綬章受章。
俳句や川柳を趣味とし、記者に求められて即興で一句ひねることもあった。孫の手を引いて選挙運動する様子なども話題となった。
2008年12月16日老衰のため埼玉県熊谷市の病院で死去。89歳没。

## 選挙歴
| 当落                        | 選挙                     | 施行日         | 選挙区       | 政党       | 得票数  | 得票率 | 得票順位 /候補者数 | 比例区 | 比例順位 /候補者数 |
| --------------------------- | ------------------------ | -------------- | ------------ | ---------- | ------- | ------ | ------------------ | ------ | ------------------ |
| 落                          | 第4回参議院議員補欠選挙  | 1960年11月20日 | 埼玉県地方区 | 日本社会党 | 358,437 | 39.7   | 2/2                | -      | -                  |
| 当                          | 第6回参議院議員通常選挙  | 1962年7月1日   | 埼玉県地方区 | 日本社会党 | 250,789 | 27.0   | 2/6                | -      | -                  |
| 当                          | 第8回参議院議員通常選挙  | 1968年7月7日   | 埼玉県地方区 | 日本社会党 | 402,774 | 33.7   | 2/3                | -      | -                  |
| 当                          | 第10回参議院議員通常選挙 | 1974年7月7日   | 埼玉県地方区 | 日本社会党 | 566,665 | 27.7   | 1/6                | -      | -                  |
| 当                          | 第12回参議院議員通常選挙 | 1980年6月22日  | 埼玉県地方区 | 日本社会党 | 604,635 | 27.2   | 2/5                | -      | -                  |
| 当                          | 第14回参議院議員通常選挙 | 1986年7月6日   | 埼玉県選挙区 | 日本社会党 | 698,600 | 29.7   | 1/9                | -      | -                  |
| 当                          | 第16回参議院議員通常選挙 | 1992年7月26日  | 埼玉県選挙区 | 日本社会党 | 420,722 | 25.1   | 2/10               | -      | -                  |
| 当選回数6回 （参議院議員6） |                          |                |              |            |         |        |                    |        |                    |